# Tanjung Harapan (Tanjung Lubuk)
Tanjung Harapan is een bestuurslaag in het regentschap Ogan Komering Ilir van de provincie Zuid-Sumatra, Indonesië. Tanjung Harapan telt 1146 inwoners (volkstelling 2010).